# Trichogrammatidae
Trichogrammatidae zijn een familie van insecten die behoren tot de orde van de vliesvleugeligen (Hymenoptera). 

## Taxonomie
De volgende geslachten zijn bij de familie ingedeeld:
- Adelogramma Pinto, 2006
- Adryas Pinto & Owen, 2004
- Aphelinoidea Girault, 1911
- Apseudogramma Girault, 1915
- Asynacta Foerster, 1856
- Australufens Girault, 1935
- Ayaanella M.T. Khan & Anis, 2017
- Bloodiella Nowicki, 1935
- Brachista Walker, 1851
- Brachygrammatella Girault, 1915
- Brachyia Strand, 1928
- Brachyufens Viggiani, 1968
- Burksiella De Santis, 1957
- Centrobiopsis Girault, 1918
- Ceratogramma De Santis, 1957
- Chaetogramma Doutt, 1975
- Chaetostricha Walker, 1851
- Chaetostrichella Girault, 1914
- Densufens Lin, 1994
- Doirania Waterston, 1928
- Emeria Skalski, 1988
- Enneagmus Yoshimoto, 1975
- Epoligosita Girault, 1916
- Epoligosita Girault, 1983
- Eteroligosita Viggiani, 1976
- Eutrichogramma Lin, 1981
- Haeckeliania Girault, 1912
- Hayatia Viggiani, 1982
- Hispidophila Viggiani, 1968
- Hydrophylita Ghesquiere, 1946
- Indogramma M.T. Khan, Anis & Hayat, 2015
- Ittys Girault, 1911
- Ittysella Pinto and Viggiani, 1988
- Japania Girault, 1911
- Kyuwia Pinto and George, 2004
- Lathromeris Foerster, 1856
- Lathromeroidea Girault, 1912
- Lathromeromina Livingstone & Yacoob, 1983
- Lathromeromyia Girault, 1914
- Megaphragma Timberlake, 1924
- Microcaetiscus Ghesquiere, 1946
- Mirufens Girault, 1915
- Monorthochaeta Blood, 1923
- Neobrachista Girault, 1912
- Neobrachistella Girault, 1912
- Neocentrobia Girault, 1912
- Neocentrobiella Girault, 1915
- Neolathromera Ishii, 1934
- Nicolavespa Pinto, 2005
- Oligosita Walker, 1851
- Oligositoides Doutt, 1968
- Ophioneurus Ratzeburg, 1852
- Pachamama Owen and Pinto, 2004
- Palaeogramma Burks, Pinto & Heraty, 2015
- Paracentrobia Howard, 1897
- Paraittys Viggiani, 1972
- Paratrichogramma Girault, 1912
- Paruscanoidea Girault, 1915
- Pintoa Viggiani, 1988
- Poropoea Foerster, 1851
- Prestwichia Lubbock, 1864
- Probrachista Viggiani, 1968
- Prochaetostricha Lin, 1981
- Prosoligosita Hayat & Husain, 1981
- Prouscana Viggiani & Velasquez, 2007
- Pseudobrachysticha Girault, 1915
- Pseudogrammina Ghesquiere, 1946
- Pseudoligosita Girault, 1913
- Pseudomirufens Lou, 1998
- Pseuduscana Pinto, 2006
- Pterandrophysalis Nowicki, 1935
- Pteranomalogramma Viggiani & Velasquez, 2005
- Pterygogramma Perkins, 1906
- Sinepalpigramma Viggiani & Pinto, 2004
- Soikiella Novicki, 1934
- Szelenyia Nowicki, 1940
- Thanatogramma Pinto, 2006
- Thoreauia Girault, 1916
- Trichogramma Westwood, 1833
- Trichogrammatella Girault, 1911
- Trichogrammatoidea Girault, 1911
- Trichogrammatomyia Girault, 1916
- Tumidiclava Girault, 1911
- Tumidifemur Girault, 1911
- Ufens Girault, 1911
- Urogramma Girault, 1920
- Uscana Girault, 1911
- Uscanella Girault, 1911
- Uscanoidea Girault, 1911
- Uscanopsis Girault, 1916
- Viggianiella Pinto, 2006
- Xenufens Girault, 1915
- Xenufens Girault, 1916
- Xenufensia Girault, 1938
- Xiphogramma Nowicki, 1940
- Zaga Girault, 1911
- Zagella Girault, 1918
- Zelogramma Noyes & Valentine, 1989